# Michael Wagner
Pour les articles homonymes, voir Wagner.
Michael Wagner, né le 16 mars 1981 à Cobourg, est un sauteur à ski allemand.

## Biographie
Il découvre le ski à l'âge de deux ans, puis est poussé vers le ski alpin par son père qui est moniteur de ski, mais Wagner choisit le saut à ski.
Il représente le club SK Berchtesgaden.
Alors âge de 16 ans, Michael Wagner fait ses débuts internationaux, prenant part à la Coupe du monde. Pour son premier concours à Lillehammer, il se classe septième. Il est un peu plus tard quatrième à Oberstdorf et à Garmisch-Partenkirchen sur la Tournée des quatre tremplins. Il prend la 33e place du classement général cet hiver. Pour conclure la saison, il gagne la médaille d'or aux Championnats du monde junior dans l'épreuve par équipes et se classe quatrième en individuel. Il est cité à l'époque comme un grand espoir et un potentiel successeur de Jens Weißflog.
À cause notamment de la pression liée aux attentes des médias et du public, Les saisons qui suivent sont moins riches en résultats pour lui, prenant surtout part à la Coupe continentale et ne marquant aucun point en Coupe du monde. Il prend sa retraite sportive après la saison 2001-2002.
Il reçoit ensuite une formation dans la police et fait notamment de l'escalade.

## Palmarès

### Championnats du monde junior
| Épreuve / Édition | St-Moritz 1998 |
| Par équipes       | Or             |

### Coupe du monde
- Meilleur classement général : 33e en 1998.
- Meilleur résultat individuel : 4e.

#### Classements généraux
| Compet'/Année | Compet'/Année | Classement général | Classement général |
| ------------- | ------------- | ------------------ | ------------------ |
| Compet'/Année | Compet'/Année | Class.             | Points             |
| 1998          | 1998          | 33e                | 176                |